# Gambetta (métro de Lille)
Pour les articles homonymes, voir Gambetta.
Gambetta est une station de métro française de la ligne 1 du métro de Lille. Inaugurée le 2 mai 1984, la station dessert depuis le quartier lillois Wazemmes.

## Situation

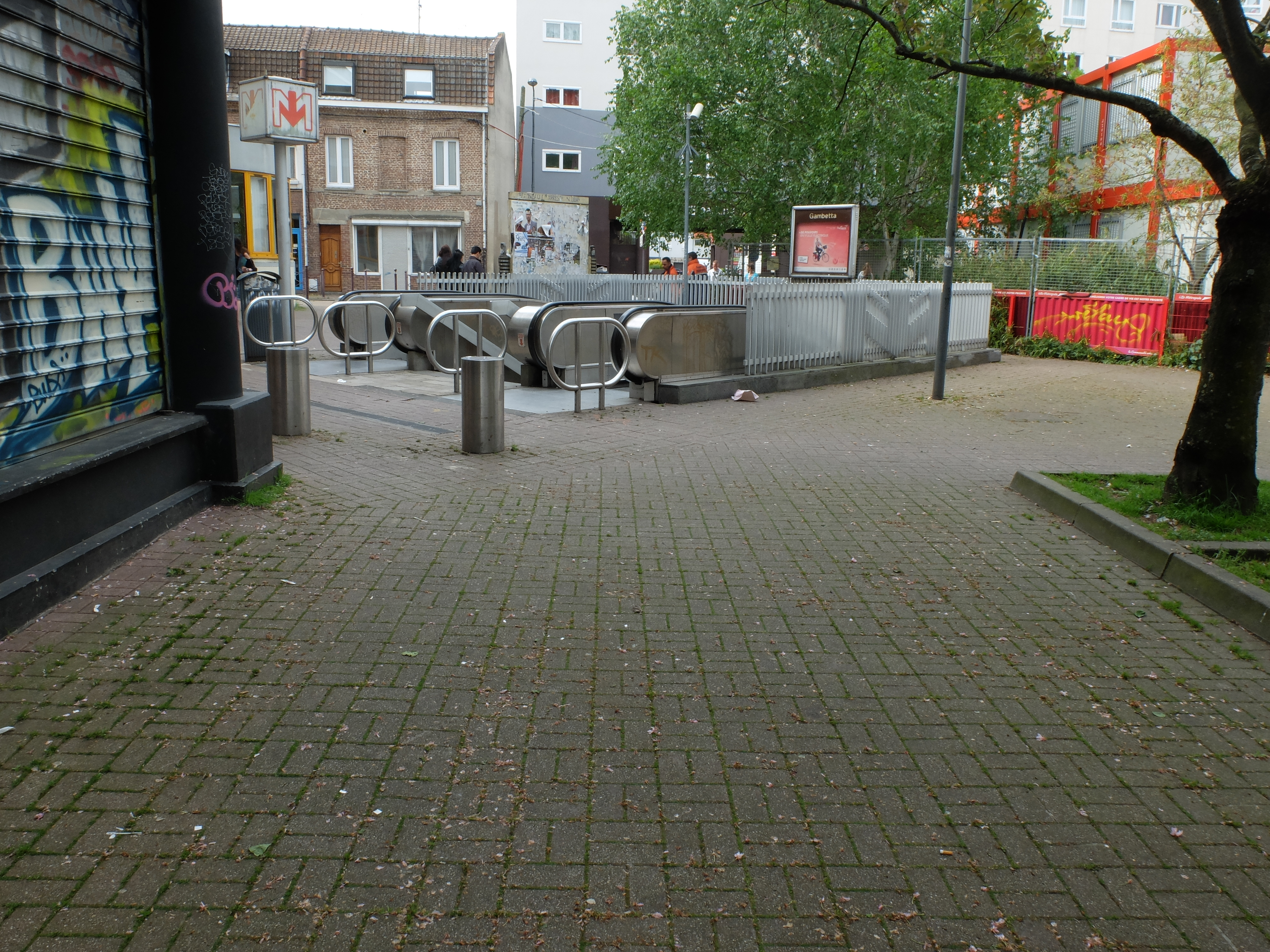
L'entrée de la station.

Basée rue de Flandre, la station dessert la partie nord du quartier de Wazemmes.
Elle est située sur la ligne 1 entre les stations République - Beaux-Arts et Wazemmes à Lille.

## Histoire
La station est inaugurée le 2 mai 1984, lors du prolongement vers CHR B-Calmette (aujourd'hui CHU - Eurasanté).

## Service aux voyageurs

### Accueil et accès
Elle est avec Madeleine Caulier l'une des stations les plus profondes de la ligne.[réf. nécessaire] Elle bénéficie de deux accès et d'un ascenseur en surface et
comporte deux niveaux :
- niveau - 1 : vente et validation des titres de transport, choix de la direction du trajet.
- niveau - 2 : voie centrale et quais opposés.

### Desserte
Au 25 décembre 2021, la station n'est pas desservie par une ligne de bus.

### Intermodalité
Une station V'Lille ainsi qu'une station d'autopartage Citiz sont situées à proximité de la station.

## À proximité
- La rue commerçante Léon-Gambetta
- La place du marché de Wazemmes
- L'Église Saint-Pierre-Saint-Paul de Lille
- La place Sébastopol et son théâtre
- Halles de Wazemmes
- Centre Commercial Carrefour Market Lille Wazemmes
- Centre d'incendie et de secours de Lille Littré